# Jornada Mundial de la Juventud 1995
La Jornada Mundial de la Juventud de 1995 se llevó a cabo del 10 al 15 de enero de 1995 en Manila, República de las Filipinas. Es la primera Jornada Mundial de la Juventud que tuvo lugar durante el invierno boreal, y hasta la fecha la más multitudinaria de todas, cerca de 4 millones.

## Tema
El tema de esta reunión internacional fue "Como el Padre me envió, también yo os envío" (Jn 20,21), el mismo que el de la Jornada Mundial de la Juventud de 1994, que se celebró a nivel diocesano el Domingo de Ramos de ese año, caída el 22 de marzo.

## Evento
Una semana antes de la propia celebración de la Jornada Mundial de la Juventud, dos representantes de cada uno de los países de todo el mundo se reunieron para un Foro Internacional de Jóvenes (IYF) en la Universidad de Santo Tomás. A esta reunión Filipinas envió ocho representantes de diferentes organizaciones juveniles católicas, religiosas y del propio campus universitario. Este grupo internacional estuvo reunido durante cinco días en la universidad, donde los representantes se agruparon para hablar de los problemas y preocupaciones establecidas por la Comisión Episcopal de Juventud, unos temas que habían sido propuestos meses antes. La IYF fue también el lugar en el que se eligieron a algunos jóvenes para poder tener una breve conversación con el Papa sobre lo allí tratado. 
Los jóvenes peregrinos que acudieron de todas partes del mundo, previo y durante la visita del papa tenían la posibilidad de reunirse para participar de distintas actividades, incluyendo el tradicional Barrio Fiesta, donde los peregrinos pueden hablar, jugar, orar y realizar actividades en comunión. Durante estos días, se celebraba misas a distintos horarios todos los días en la mayoría de parroquias de Filipinas.
Se estima que la misa de clausura, celebrada en Luneta Park, contó con la asistencia de más de 5 millones de personas, la segunda reunión papal más grande de la historia.
El evento contó con la presencia de representantes de todas las comunidades católicas de china: China, Taiwán, Hong Kong, Macao, Malasia, y Singapur. El 12 de enero, el arzobispo de Taipéi, Joseph Ti-kang, celebró misa con 5 sacerdotes de la  Iglesia "oficial" Católica de China. El 14 de enero, a través de Radio Veritas, el Papa lanza un mensaje de reconciliación dirigido a todos los fieles católicos de China, entre la Iglesia "oficial" de China y la iglesia "subterránea" de China. Al final de la misa en Luneta Park, El Papa dirigió un saludo en chino, el idioma de China y Taiwán.
En la jornada se esperaba que se comenzara a as 9:00pm  de la noche, pero la gran multitud que acudió a Manila hizo que el Papa y sus secretarios tuvieran que bajar del papa móvil y caminar entre la multitud, esto hizo que el evento comenzara a las 12:00pm.
Esta fue la última visita del Papa Juan Pablo II a Filipinas, ya que su regreso programado para el Encuentro Mundial de Familias en enero de 2003 fracasó debido a la progresión de la enfermedad de Parkinson.

## Himno
El himno oficial de la Jornada Mundial de la Juventud de 1995 se publicó el año 1994, titulada Tell the World of His Love (En español: El mundo su amor), compuesta por la cantante filipina Trina Belamide.

## Intento de asesinato a Juan Pablo II durante el evento
Ramzi Yousef, un miembro de Al Qaeda, intentó asesinar al Papa en la operación Bojinka, pero el plan se descubrió cuatro días antes y Yousef huyó hacia Pakistán.